# Sargus persimilis
Sargus persimilis är en tvåvingeart som beskrevs av Mcfadden 1982. Sargus persimilis ingår i släktet Sargus och familjen vapenflugor. Inga underarter finns listade i Catalogue of Life.